# Francoaceae
Francoaceae nom. cons., biljna porodica u redu Geraniales. U porodicu su uključeni i rodovi iz nekadašnjih porodica Vivianiaceae nom. cons., (Balbisia, Viviania), i  Melianthaceae (Bersama, Greyia, Melianthus). Uglavnom je zastupljena od grmova i manjeg drveća. Cvjetovi su hermafroditi, rijetko jednospolni.
Porodica je dobila ime po rodu frankoja (Francoa)
Francoaceae je porodica iz Čilea, izvorno s s dvije vrste, jedna u rodu Francoa, a druga u Tetilla; oba su roda ranije bila smještena u Saxifragaceae. To su višegodišnje biljke s perasto složenim ili jednostavnim listovima, a cvjetovi su grupirani duž jedne središnje osi. Vrste se često uzgajaju, a cvjetovi se koriste u svadbenim vijencima.

## Rodovi
Familia Francoaceae A. Juss. (38 spp.)
1. Subfamilia Vivianioideae Arn.
  1. Viviania Cav. (6 spp.)
  2. Balbisia Cav. (6 spp.)
  3. Rhynchotheca Ruiz & Pav. (1 sp.)
  4. Wendtia Meyen (4 spp.)
2. Subfamilia Francooideae J.Williams
  1. Greyia Hook. & Harv. (3 spp.)
  2. Francoa Cav. (1 sp.)
  3. Tetilla DC. (1 sp.)
3. Subamilia Melianthoideae Horan. (20 spp.); prije Melianthaceae
  1. Bersama Fresen. (13 spp.)
  2. Pseudobersama Verdc. (1 sp.)
  3. Melianthus L. (6 spp.)

## Sinonimi
- Melianthaceae Horan.
- Vivianiaceae Klotzsch